# 堀井彩
堀井 彩（ほりい ひかる、1968年2月7日 - ）は日本の映画監督。大阪府生まれ、東京都在住。男性。

## 略歴
大谷大学在学時より、映画製作に参加。卒業後、1994年、上京。映画製作を続ける。
- 1994年、五日市映画祭入選
- 1997年、水戸短編映像祭入選
- 1998年、1999年、ゆうばり国際ファンタスティック映画祭入選、第3回・第4回インディーズムービー・フェスティバル入選
- 2002年、初の劇場公開作「異形ノ恋」を監督。テアトル池袋ほかにて公開
- 2006年、長編第2作「泳げない女」公開待機中